# Josep Cartañà Inglés
Josep Cartañà Inglés (Vilavert, Tarragona, 13 de septiembre de 1875-Gerona, 1 de agosto de 1963) fue un obispo católico español.

## Biografía
José Cartañà estudió en el seminario de Tarragona y fue ordenado sacerdote en septiembre de 1899 con muy buenas calificaciones. Esto le permitió permanecer en el seminario como mayordomo y prefecto de internos, ocupando las cátedras de Latín y de Lugares Teológicos, Historia Eclesiástica y Arqueología. 
En 1917 fue nombrado canónigo y profesor de Teología Dogmática. En 1930 se convirtió arcipreste del Capítulo de la Catedral de Tarragona. Durante esta época también ejerció de síndico del Capítulo, consiliario de Acción Católica femenina en Tarragona y decano de la Junta del Hospital de la ciudad.

### Obispo de Gerona
El 22 de abril de 1934 fue consagrado obispo de Gerona por el cardenal Vidal y Barraquer.
Su amistad con el obispo de Toledo, Isidro Gomá, a quien conocía de los años del seminario, le ayudó a decidirse a favor del levantamiento de Franco en 1936, defendiendo la firma de la Carta Colectiva del Episcopado Español, de apoyo de la jerarquía eclesiástica a la insurgencia militar.
De la posterior persecución que se produjo contra los afectos a la revuelta le salvó la intervención del consejero de Cultura de la Generalidad de Cataluña, Ventura Gassol, ex-estudiante suyo. Pudo desplazarse a Barcelona y embarcar hacia Francia. Retornó a Pamplona, en la zona nacional. Desde allí intentó conseguir el apoyo del cardenal Vidal y Barraquer para la causa, sin éxito.
En mayo de 1938 recibió instrucciones de la Santa Sede de desplazarse a Perpiñán y hacerse cargo de la atención a los religiosos que se habían quedado en zona republicana. Pero la diferencia de intereses de uno y los otros hizo fracasar la misión.
En febrero de 1939 retornó a Gerona. Tuvo que desarrollar una gran labor de reconstrucción y rehabilitación de la mayoría de iglesias de la diócesis, así como el Seminario Diocesano y la fachada de la Catedral. En 1942, creó el museo diocesano recuperando las colecciones de arte y arqueología que permanecían expuestas en el Salón del Trono desde 1929, y que habían sido reunidas por el canónigo Ramón Font y el presbítero Pere Valls.
En cuanto al aspecto político, intentó mantener distancia con las autoridades civiles y defendió a sus curas. Consideraba que no tenía que haber contradicción entre el nuevo orden y el uso del catalán. En este sentido patrocinó una edición bilingüe del Catecismo (1941), y una íntegramente catalana (1947).
Su obispado dejó una gran huella en Gerona.
| Predecesor: Josep Vila Martínez | Obispo de Gerona 1934 - 1963 | Sucesor: Narciso Jubany |